# Število Markova
Števílo Markova [~ márkova] je v teoriji števil pozitivno celo število x, y ali z, ki je ena od rešitev kvadratne diofantske enačbe Markova:
{\displaystyle x^{2}+y^{2}+z^{2}=3xyz\!\,.}
Prva števila Markova so (OEIS A002559):
1, 2, 5, 13, 29, 34, 89, 169, 194, 233, 433, 610, 985, 1325, ...
in predstavljajo koordinate markovskih trojic:
(1, 1, 1), (1, 1, 2), (1, 2, 5), (1, 5, 13), (2, 5, 29), (1, 13, 34), (1, 34, 89), (2, 29, 169), (5, 13, 194), (1, 89, 233), (5, 29, 433), (89, 233, 610), itd.
Števila se imenujejo po Andreju Andrejeviču Markovu starejšem. V tujih virih včasih zaradi nepravilnega prečrkovanja števila imenujejo Markoffova števila.
Števil Markova in markovskih trojic je neskončno mnogo. Zaradi simetrije enačbe Markova lahko koordinate prerazporedimo. Markovsko trojico {\displaystyle (a,b,c)} lahko uredimo kakor zgoraj, kjer upoštevamo {\displaystyle a\leq b\leq c}. Razen prvih dveh najmanjših trojic, vsebuje vsaka markovska trojica {\displaystyle (a,b,c)} tri različna cela števila. Po domnevi enomestnosti za vsako število Markova {\displaystyle c} obstaja natanko ena normalizirana rešitev z največjim elementom {\displaystyle c}. (Zaporedje A030452 vsebuje števila Markova, ki se pojavljajo v rešitvah, in je eden od drugih dveh členov enak 5).
Števila Markova lahko razporedimo tudi v dvojiška drevesa. Najvišje število na poljubnem nivoju je vedno približno na tretjini od spodaj. Vsa števila Markova, ki ležijo na isti strani kot 2, so Pellova števila s sodimi indeksi, oziroma so oblike, da je {\displaystyle 2n^{2}-1} kvadratno število, A001653. Vsa števila Markova na isti strani kot 1 so Fibonaccijeva števila s sodimi indeksi (A001519). Tako obstaja neskončno mnogo markovskih trojic oblike:
{\displaystyle (1,F_{2n-1},F_{2n+1})\!\,,}
kjer je Fx x-to Fibonaccijevo število. Podobno obstaja neskončno mnogo markovskih trojic oblike:
{\displaystyle (2,P_{2n-1},P_{2n+1})\!\,,}
kjer je Px x-to Pellovo število. Ni znano ali se lahko na obeh straneh pojavi isto število.
Če poznamo eno markovsko trojico (x, y, z), lahko najdemo drugo markovsko trojico oblike {\displaystyle (x,y,3xy-z)}. Števila Markova niso vedno praštevila. Števila v markovski trojici pa so vedno tuja. Ni nujno, da velja {\displaystyle x<y<z}, in da iz {\displaystyle (x,y,3xy-z)} sledi druga trojica. Če ne spremenimo vrstnega reda elementov pri ponovni transformaciji, dobimo isto trojico s katero smo začeli. Če začnemo z (1, 1, 2) in pred vsako iteracijo transformacije zamenjamo y ter z, dobimo markovske trojice s Fibonaccijevimi števili. Če začnemo z enako trojico in pred vsako iteracijo zamenjamo x ter z, dobimo trojice s Pellovimi števili.
Leta 1979 je Don Bernard Zaiger dokazal da je n-to število Markova asimptotsko dano z:
{\displaystyle m_{n}={\tfrac {1}{3}}e^{C{\sqrt {n}}+o(1)},\quad {\text{kjer je }}C=2,3523418721\ldots \!\,.}
Pokazal je še naprej, da je {\displaystyle x^{2}+y^{2}+z^{2}=3xyz+4/9}, zelo dober približek izvirne diofantske enačbe, enakovreden {\displaystyle f(x)+f(y)=f(z)}, kjer je f(t) = arcosh(3t/2).
n-to Lagrangeevo število je povezano z n-tim številom Markova {\displaystyle m_{n}} z enačbo:
{\displaystyle L_{n}={\sqrt {9-{4 \over {m_{n}}^{2}}}}\!\,.}